# Vanves
Vanves je město v jihovýchodní části metropolitní oblasti Paříže ve Francii v departmentu Hauts-de-Seine a regionu Île-de-France.

## Geografie
Sousední obce: Issy-les-Moulineaux, Malakoff a Clamart.

## Vývoj počtu obyvatel
Počet obyvatel

## Osobnosti města
- Marina Cvetajeva (1892 – 1941), ruská spisovatelka a básnířka
- Marie-José Pérecová (* 1969), bývalá atletka, dvojnásobná olympijská vítězka, dvojnásobná mistryně světa a mistryně Evropy v běhu na 400 metrů, olympijská vítězka v běhu na 200 metrů

## Partnerská města
- Lehrte, Dolní Sasko, Německo
- Ballymoney, Severní Irsko, Spojené království
- Roš ha-Ajin, Centrální distrikt, Izrael